# José Luis Carrasco
José LuIs Carrasco Gámiz (Jaén, 27 de abril de 1982) es un ciclista español.
Debutó como profesional en 2005 con el equipo Illes Balears-Caisse d'Epargne. En 2007 fichó por Andalucía-Cajasur, equipo que en 2008 decidió no renovar su contrato.

## Palmarés
2008
- 1 etapa de la Volta a Cataluña[1]

## Resultados en Grandes Vueltas
| Carrera | Carrera         | 2005 | 2006 | 2007 | 2008 |
| ------- | --------------- | ---- | ---- | ---- | ---- |
|         | Giro de Italia  | 90.º | 68.º | —    | —    |
|         | Tour de Francia | —    | —    | —    | —    |
|         | Vuelta a España | —    | —    | 82.º | 68.º |

―: no participa

Ab.: abandono

## Equipos
- Illes Balears-Caisse d'Epargne (2005-2006)
  - Illes Balears-Caisse d'Epargne (2005)
  - Caisse d'Epargne-Illes Balears (2006)
- Andalucía-Cajasur (2007-2008)